# Saison 1958-1959 de la LAH
Saison précédente Saison suivante
La saison 1958-1959 de la Ligue américaine de hockey est la 23e saison de la ligue au cours de laquelle six équipes jouent chacune 70 matchs. Les Bears de Hershey, gagnent leur deuxième coupe Calder consécutive.
Un nouveau trophée fait son apparition : le trophée Eddie-Shore, récompensant le meilleur défenseur de la saison.

## Saison régulière

### Classement
| Clt   | Équipe                 | PJ | V  | D  | N | BP  | BC  | Pts |
| ----- | ---------------------- | -- | -- | -- | - | --- | --- | --- |
| +001, | Bisons de Buffalo      | 70 | 38 | 28 | 4 | 233 | 201 | 80  |
| +002, | Barons de Cleveland    | 70 | 37 | 30 | 3 | 261 | 252 | 77  |
| +003, | Americans de Rochester | 70 | 34 | 31 | 5 | 242 | 209 | 73  |
| +004, | Bears de Hershey       | 70 | 32 | 32 | 6 | 200 | 202 | 70  |
| +005, | Indians de Springfield | 70 | 30 | 38 | 2 | 253 | 282 | 62  |
| +006, | Reds de Providence     | 70 | 28 | 40 | 2 | 222 | 265 | 58  |

- En gras : qualifiés pour les séries

### Meilleurs pointeurs
| Joueur         | Équipe                 | PJ | B  | A  | Pts | Pun |
| -------------- | ---------------------- | -- | -- | -- | --- | --- |
| Bill Hicke     | Americans de Rochester | 69 | 41 | 56 | 97  | 41  |
| Ken Schinkel   | Indians de Springfield | 70 | 43 | 42 | 85  | 19  |
| Rudy Migay     | Americans de Rochester | 51 | 24 | 58 | 82  | 100 |
| Harry Pidhirny | Indians de Springfield | 70 | 21 | 60 | 81  | 26  |
| Gary Aldcorn   | Americans de Rochester | 66 | 37 | 42 | 79  | 52  |
| Eddie Mazur    | Barons de Cleveland    | 70 | 34 | 44 | 78  | 54  |
| Art Stratton   | Barons de Cleveland    | 62 | 29 | 47 | 76  | 40  |
| Bill Sweeney   | Bisons de Buffalo      | 70 | 31 | 44 | 75  | 12  |

## Match des étoiles
Le sixième Match des étoiles se joue le 15 janvier 1959 à Hershey. Les champions en titre, les Bears de Hershey, battent l'équipe d'étoiles de la ligue 5-2.

## Séries éliminatoires
Toutes les séries se jouent au meilleur des 7 matchs.
- Le premier de la saison régulière rencontre le troisième.
- Le deuxième rencontre le quatrième.
- Les vainqueurs s'affrontent en finale pour le gain de la coupe Calder[3].

### Tableau
|  | Premier tour | Premier tour |         |   | Finale | Finale |
|  | Premier tour | Premier tour |         |   | Finale | Finale |
|  |              |              |         |   |        |        |
|  |              |              |         |   |        |        |
|  |              |              |         |   |        |        |
|  | Buffalo      | 4            |         |   |        |        |
|  | Buffalo      | 4            |         |   |        |        |
|  | Rochester    | 1            |         |   |        |        |
|  | Rochester    | 1            | Buffalo | 2 |        |        |
|  |              |              | Buffalo | 2 |        |        |
|  |              | Hershey      | 4       |   |        |        |
|  | Cleveland    | Hershey      | 4       | 3 |        |        |
|  | Cleveland    |              |         | 3 |        |        |
|  | Hershey      | 4            |         |   |        |        |
|  | Hershey      | 4            |         |   |        |        |

## Trophées

### Trophées collectifs
| Coupe Calder : Vainqueurs des séries                        | Bears de Hershey  |
| Trophée F.-G.-« Teddy »-Oke : Champions de saison régulière | Bisons de Buffalo |

### Trophées individuels
| Trophée Les-Cunningham : Meilleur joueur de la saison                                 | Bill Hicke et Rudy Migay (Americans de Rochester) |
| Trophée John-B.-Sollenberger : Meilleur pointeur                                      | Bill Hicke (Americans de Rochester)               |
| Trophée Dudley-« Red »-Garrett : Meilleure recrue                                     | Bill Hicke (Americans de Rochester)               |
| Trophée Eddie-Shore : Meilleur défenseur de la saison                                 | Steve Kraftcheck (Americans de Rochester)         |
| Trophée Harry-« Hap »-Holmes : Gardien ayant la plus petite moyenne de buts encaissés | Bobby Perreault (Bears de Hershey)                |